# فیوردکرفت
فیوردکرفت (انگلیسی: Fjordkraft) شرکت خدمات برق نروژی است، که در سال ۱۹۹۶ تأسیس شد.